# Перетягін Сергій Вікторович
Сергій Вікторович Перетягін (рос. Сергей Викторович Перетягин; 19 квітня 1984, м. Кірово-Чепецьк, СРСР) — російський хокеїст, захисник. Виступає за «Амур» (Хабаровськ) у Континентальній хокейній лізі. 
Вихованець хокейної школи «Олімпія» (Кірово-Чепецьк). Виступав за «Олімпія» (Кірово-Чепецьк), «Торпедо» (Нижній Новгород), «Нафтохімік» (Нижньокамськ), «Нафтовик» (Леніногорськ), «Молот-Прикам'я» (Перм), «Крила Рад» (Москва), СКА (Санкт-Петербург), ХК ВМФ (Санкт-Петербург), «Донбас» (Донецьк), «Локомотив» (Ярославль). 
У складі національної збірної Росії учасник EHT 2008.
Досягнення
- Володар Континентального кубка (2013).